# Бонем (Техас)
Бонем (англ. Bonham) — город в США, расположенный в северо-восточной части штата Техас, административный центр округа Фаннин. По данным переписи за 2010 год число жителей составляло 10 127 человек, по оценке Бюро переписи США в 2019 году в городе проживало 10 157 человек.

## История
Первые колонисты появились в регионе в 1836 году, когда из Кентукки переехал Бейли Инглиш. В 1837 году был построен Форт-Инглиш. Инглиш и ещё один из первых поселенцев, Джон Симпсон, пожертвовали землю на новое поселение, которое назвали Буа-д’Арк, по имени ручья, пролегавшего неподалёку. Вскоре открылось почтовое отделение. 26 января 1843 года город был выбран административным центром округа Фаннин, который в тот период был большим и позже был разбит на более чем 10 техасских округов. 26 февраля 1844 года город был переименован в Бонем в честь Джеймса Бонэма, героя Техасской революции, погибшего при защите Аламо. Во время гражданской войны Бонем был сельскохозяйственным центром и располагался в стратегической точке на северной границе штата. В городе располагалась штаб-квартира генерала Генри Мак-Калоча. 2 февраля 1848 года город получил устав, началось формирование органов местного управления.
В 1855 году был открыт Женский Масонский Институт. В 1876 году начал работу колледж Карлтон, в 1914 объединившийся с колледжем Карр-Бердет в Шермане, а в 1916 году аффилированным с Техасским Христианским Университетом. Колледж округа Фаннин для мужчин открылся в 1883. В 1890 году открылись общественные школы Бонема. Первая газета округа Bonham News выходила с 1866 года. В 1874 году был открыт первый банк города, в 1890 году заработала опера, а к 1900 году в городе были представлены церкви всех основных направлений.
С 1873 года в Бонеме находится развилка железной дороги Texas and Pacific, а к 1887 году в город была проведена ветка дороги Missouri, Kansas and Texas. В 1900 году в Бонеме была построена крупнейшая хлопковая мельница к западу от Миссисипи, в 1907 году для работниц мельницы был открыт бесплатный детский сад. Во время Второй мировой войны в городе работали лагерь для военнопленных и тренировочная база для лётчиков.

## География
Бонем находится в центральной части округа, его координаты: 33°35′17″ с. ш. 96°11′24″ з. д..
Согласно данным бюро переписи США, площадь города составляет около 25,5 км2, полностью занятых сушей.

### Климат
Согласно классификации климатов Кёппена, в Бонеме преобладает влажный субтропический климат (Cfa).
| Показатель                    | Янв.  | Фев.  | Март  | Апр. | Май  | Июнь | Июль | Авг. | Сен. | Окт. | Нояб. | Дек. | Год   |
| ----------------------------- | ----- | ----- | ----- | ---- | ---- | ---- | ---- | ---- | ---- | ---- | ----- | ---- | ----- |
| Абсолютный максимум, °C       | 27,8  | 33,3  | 36,7  | 37,2 | 40   | 42,2 | 44,4 | 46,1 | 42,8 | 39,4 | 31,1  | 30   | 46,1  |
| Средний суточный максимум, °C | 11,9  | 14,4  | 19,3  | 23,9 | 27,7 | 32,1 | 34,7 | 35,1 | 31,3 | 25,6 | 18,5  | 13,2 | 24    |
| Средняя температура, °C       | 5,9   | 8,1   | 12,6  | 17,3 | 21,7 | 26,1 | 28,4 | 28,4 | 24,5 | 18,4 | 11,9  | 7,2  | 17,6  |
| Средний суточный минимум, °C  | −0,1  | 1,8   | 5,9   | 10,7 | 15,7 | 20,1 | 22,1 | 21,7 | 17,7 | 11,4 | 5,4   | 1,2  | 11,1  |
| Абсолютный минимум, °C        | −20,6 | −20,6 | −12,8 | −5,6 |      | 8,9  | 11,1 | 11,1 | 1,1  | −7,2 | −13,3 | −20  | −20,6 |
| Норма осадков, мм             | 66    | 76    | 92    | 109  | 132  | 109  | 87   | 61   | 86   | 100  | 78    | 78   | 1073  |
| Источник: weatherbase.com     |       |       |       |      |      |      |      |      |      |      |       |      |       |

## Население
Согласно переписи населения 2010 года в городе проживало 10 127 человек, было 2959 домохозяйств и 1861 семья. Расовый состав города: 75,4 % — белые, 14,8 % — афроамериканцы, 1 % — коренные жители США, 0,4 % — азиаты, 0,0 % (1 человек) — жители Гавайев или Океании, 6,6 % — другие расы, 1,8 % — две и более расы. Число испаноязычных жителей любых рас составило 15,4 %.
Из 2959 домохозяйств, в 33,6 % живут дети младше 18 лет. 41,3 % домохозяйств представляли собой совместно проживающие супружеские пары (16,2 % с детьми младше 18 лет), в 15,2 % домохозяйств женщины проживали без мужей, в 6,4 % домохозяйств мужчины проживали без жён, 37,1 % домохозяйств не являлись семьями. В 32,1 % домохозяйств проживал только один человек, 16,4 % составляли одинокие пожилые люди (старше 65 лет). Средний размер домохозяйства составлял 2,43 человека. Средний размер семьи — 3,05 человека.
Население города по возрастному диапазону распределилось следующим образом: 21 % — жители младше 20 лет, 33,5 % находятся в возрасте от 20 до 39, 30,2 % — от 40 до 64, 15,2 % — 65 лет и старше. Средний возраст составляет 36,7 года.
Согласно данным пятилетнего опроса 2019 года, средний доход домохозяйства в Бонеме составляет 43 793 доллара США в год, средний доход семьи — 52 334 доллара. Доход на душу населения в городе составляет 19 935 долларов. Около 8,4 % семей и 14,9 % населения находятся за чертой бедности. В том числе 12,7 % в возрасте до 18 лет и 14,1 % старше 65 лет.

## Местное управление
Управление городом осуществляется мэром и городским советом, состоящим из 5 человек, избираемых по округам. Один из членов совета назначается заместителем мэра.

## Инфраструктура и транспорт
Основными автомагистралями, проходящими через Бонем, являются:
- автомагистраль 82 США идёт с востока от Париса на запад к Шерману.
- автомагистраль 121 штата Техас начинается в Бонеме и идёт на юго-запад к городу Мак-Кинни.

В городе располагается аэропорт Джонс-Филд. Аэропорт располагает одной взлётно-посадочной полосой длиной 1219 метров. Ближайшими аэропортами, выполняющими коммерческие рейсы, являются аэропорты Даллас/Лав-Филд и Даллас/Форт-Уэрт. Аэропорты находятся примерно в 115 и 120 километрах к юго-западу от Бонема соответственно.

## Образование

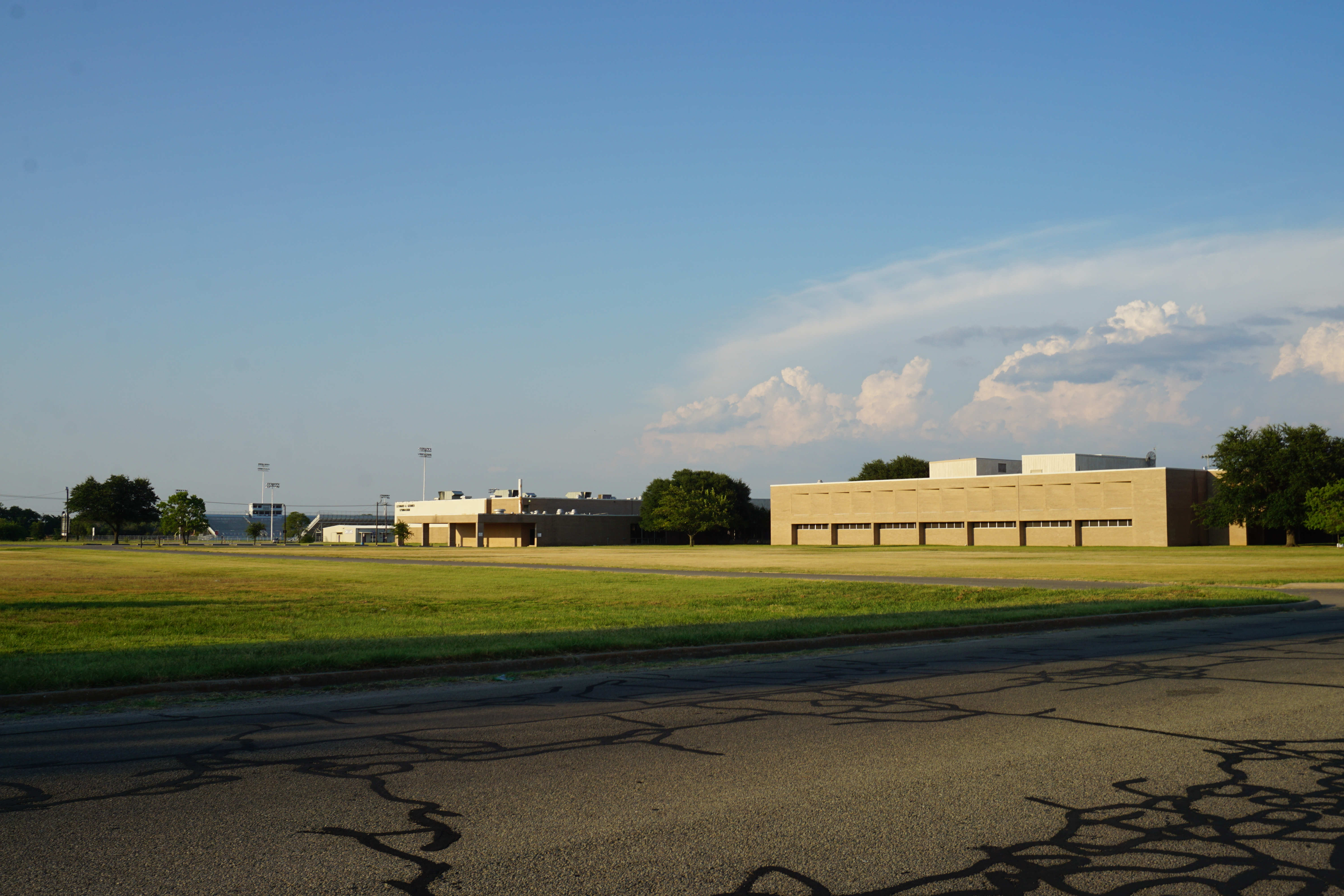
Старшая школа Бонема

Город обслуживается независимым школьным округом Бонем.
В городе также находился филиал колледжа округа Грейсона, однако в 2012 году он был закрыт из-за низкого числа учащихся. Неподалёку от Бонема, в Коммерсе, находится филиал Техасского университета A&M.

## Экономика
Согласно финансовому отчёту города за 2013 финансовый год, Бонем владел активами на $25,96 млн, долговые обязательства города составляли $19,06 млн. Доходы города за 2013 финансовый год составили $14,03 млн, а расходы — примерно $14,12 млн.

## Отдых и развлечения
В городе находится реплика Форт-Инглиша. Рядом с городом располагается зона отдыха Бонем штата Техас.
Ежегодно в городе проходит ярмарка округа Фаннин.